# War Pigs
«War Pigs» — пісня британського рок-гурту Black Sabbath, що вийшла в 1970 році.

## Історія створення
Композиція «War Pigs» відкривала другий альбом Black Sabbath Paranoid. На відміну від дебютної платівки, яка була наповнена темами окультизму, «War Pigs» розповідала про насильство під час другої світової війни. Пісня була побудована навколо важкого риффу і починалась зі звучання сирени, після чого Оззі Осборн співав про військових, що посилають людей на смерть «немов відьми на чорних месах». Надалі структура пісні ускладнюється, додаються нові гітарні рифи та зміни барабанних ритмів, декілька гітарних соло, і навіть сольна партія бас-гітари. Композиція була настільки довгою, що в США її розділили на дві, виділивши кінцеву коду у виконанні Тоні Айоммі, назвавши її «Luke's Wall». До того ж в останні секунди пісня штучно пришвидшується.
Музика до пісні була написана під час концертів в Європі. Спочатку вона мала назву «Walpurgis» і розповідала про сатанинське Різдво, а текст закінчувався спаленням священника. Лише під час запису Гізер Батлер вирішив зробити акцент на військових і політиках, що розпалювали війну, і були саме тими «свинями війни». Гурт також хотів назвати всю платівку War Pigs, проте було вирішено змінити назву на Paranoid, аби уникнути асоціацій з війною у В'єтнамі.
Одразу після виходу антивоєнна пісня привернула до себе увагу не тільки активістів та шанувальників важкого року, але й звичайні музичні видання. З часом «War Pigs» стала вважатись однією з найкращих і найважливіших пісень Black Sabbath, яка сприяла розвитку та популяризації жанру хеві-метал. Кавер-версії «War Pigs» випустило багато відомих виконавців, серед яких Faith No More та Foo Fighters.

## Учасники запису
- Оззі Осборн — вокал
- Тоні Айоммі — гітара
- Гізер Батлер — бас-гітара
- Білл Ворд — барабани

## Сертифікації
| Регіон                                                      | Сертифікація | Продажі |
| ----------------------------------------------------------- | ------------ | ------- |
| Велика Британія (BPI)                                       | Срібний      | 200 000 |
| продажі+прослуховування, що базуються лише на сертифікаціях |              |         |